# Баже ле Шател
Баже ле Шател (фр. Bâgé-le-Châtel) је насељено место у Француској у региону Рона-Алпи, у департману Ен (Рона-Алпи).
По подацима из 2011. године у општини је живело 786 становника, а густина насељености је износила 893,18 становника/km².

## Демографија
| 1962. | 1968. | 1975. | 1982. | 1990. | 2011. |
| ----- | ----- | ----- | ----- | ----- | ----- |
| 509   | 568   | 588   | 669   | 751   | 786   |